# Ponte della Solidarietà
Il ponte della Solidarietà è un ponte sulla Vistola, presso la città di Płock, in Polonia.